# Scythris mikkolai
Scythris mikkolai is een vlinder uit de familie dikkopmotten (Scythrididae). De wetenschappelijke naam is voor het eerst geldig gepubliceerd in 1993 door Sinev.
De soort komt voor in Europa.